# Gurgesiella dorsalifera
Gurgesiella dorsalifera és una espècie de peix de la família dels raids i de l'ordre dels raïformes.

## Morfologia
- Els mascles poden assolir 53 cm de longitud total.[5][6]

## Reproducció
És ovípar i les femelles ponen càpsules d'ous, les quals presenten com unes banyes a la closca.

## Alimentació
Menja peixos i crustacis.

## Hàbitat
És un peix marí i d'aigües profundes (20°S-40°S, 60°W-40°W) que viu entre 470–800 m de fondària.

## Distribució geogràfica
Es troba a l'oceà Atlàntic sud-occidental: el Brasil (des de Rio de Janeiro fins a Rio Grande do Sul).

## Observacions
És inofensiu per als humans.